# Cristián Alberto de Hohenlohe-Langenburg
Cristián Alberto de Hohenlohe-Langenburg (en alemán, Christian Albrecht zu Hohenlohe-Langenburg; Langenburg, 27 de marzo de 1726-Ludwigsruhe, 4 de julio de 1789) fue el segundo príncipe reinante de Hohenlohe-Langenburg y teniente general neerlandés.
Era el primer hijo de príncipe Luis de Hohenlohe-Langenburg y de la condesa Leonor de Nassau-Saarbrücken. El 7 de enero de 1764, su padre fue elevado a príncipe imperial por el emperador Francisco I del Sacro Imperio Romano Germánico.

## Matrimonio e hijos
El 13 de mayo de 1761 en Gedern, contrajo matrimonio con la princesa Carolina de Stolberg-Gedern (1731-1796), hija del príncipe Federico Carlos de Stolberg-Gedern.
De su matrimonio, la pareja tuvo los siguientes hijos:
- Carlos Luis I (10 de septiembre de 1762-4 de abril de 1825), desposó a la condesa Amalia Enriqueta de Solms-Baruth.
- Luisa Leonor (11 de agosto de 1763-30 de abril de 1837), desposó al duque Jorge I de Sajonia-Meiningen.
- Gustavo Adolfo (9 de octubre de 1764-21 de julio de 1796).
- Cristina Carolina (19 de noviembre de 1765-6 de diciembre de 1768).
- Luis Guillermo (16 de febrero de 1767-17 de diciembre de 1768).
- Cristián Augusto (15 de marzo de 1768-18 de abril de 1796).
- Augusta Carolina (15 de noviembre de 1769-30 de julio de 1803).

| Predecesor: Luis | Príncipe de Hohenlohe-Langenburg 16 de enero de 1765-4 de julio de 1789 | Sucesor: Carlos Luis I |